# Huetter
Huetter – miasto w Stanach Zjednoczonych, w stanie Idaho, w hrabstwie Kootenai.